# Die Geschichte von dem kleinen Muck

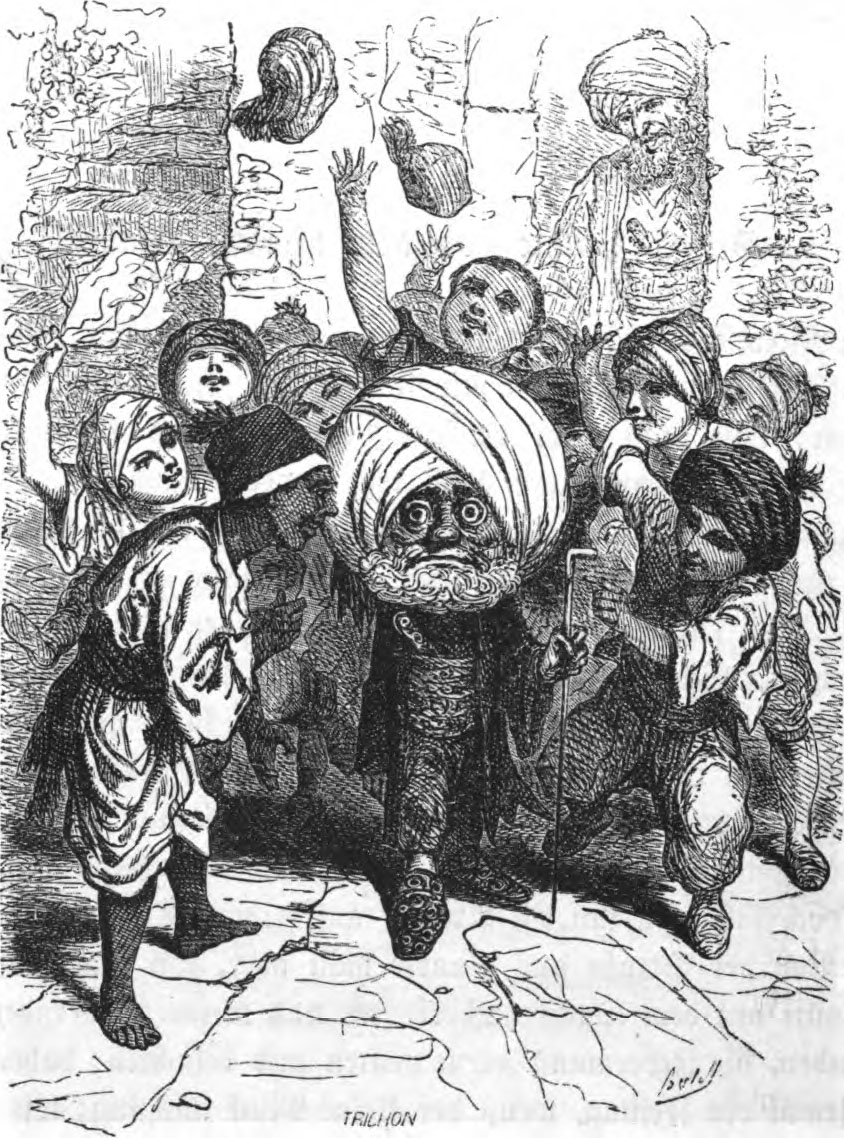
Bertall: Kinder verspotten den alten kleinen Muck

Die Geschichte von dem kleinen Muck ist ein Kunstmärchen von Wilhelm Hauff, das in dem „Märchen-Almanach auf das Jahr 1826“ veröffentlicht wurde. Die Erzählung spielt, wie auch die Rahmenhandlung des Almanachs, „Die Karawane“, im orientalischen Milieu der Märchen aus Tausendundeine Nacht. Die Geschichte selbst, die ein Kaufmann in der Rahmenhandlung erzählt, ist wieder eine Rahmenerzählung: In seiner Kindheit kannte er in seiner Heimatstadt einen kleinwüchsigen Sonderling, den „kleinen Muck“, den er zunächst wegen seiner Missgestalt hänselte, bis er von seinem Vater, der ihm die Lebensgeschichte des kleinen Mucks erzählte, zur Rede gestellt und bestraft wurde.
Auch diese Erzähltechnik der mehrfach geschachtelten Rahmenerzählung hat Hauff den Märchen aus „Tausendundeine Nacht“ entlehnt.

## Das Märchen

### Rahmenerzählung „Die Karawane“
Die Teilnehmer einer Karawane erzählen einander als Mittel gegen die Langeweile Geschichten. Der Beitrag des jungen Kaufmanns Muley ist die Geschichte von dem kleinen Muck. Es ist das fünfte und somit vorletzte Märchen in der Rahmenerzählung. Die anderen Beiträge sind: Die Geschichte von Kalif Storch, Die Geschichte von dem Gespensterschiff, Die Geschichte von der abgehauenen Hand, Die Errettung Fatmes und Das Märchen vom falschen Prinzen.

### Handlung des Märchens
Muley kannte als Kind in seiner Heimatstadt Nicea einen kleinwüchsigen Sonderling, genannt „der kleine Muck“. Dieser lebte alleine in einem Haus, das er nur selten verließ. Durch seine körperliche Missgestalt und seine unpassende Kleidung zog er den Spott von Muley und dessen Kameraden auf sich. Nachdem sie es eines Tages zu schlimm getrieben hatten, kündigte Muleys Vater an, eine Geschichte zu erzählen, damit sein Sohn nicht mehr über den kleinen Muck lache. Vorher und nachher gäbe es „das Gewöhnliche“: je fünfundzwanzig Hiebe mit einem Pfeifenrohr. Als die ersten 25 voll waren, begann der Vater mit seiner Erzählung:
Mucks Vater Mukrah war ein angesehener, aber armer Mann, der beinahe so einsam lebte wie jetzt sein Sohn. Er schämte sich wegen der Zwergengestalt Mucks und gab ihm deshalb keine Ausbildung. Als der Vater nach einem Sturz starb, zogen seine Verwandten, denen er viel Geld schuldete, das Erbe ein, und Muck erhielt nur einen Anzug mit weiten Hosen, breitem Gürtel, einen Mantel, einen Turban und einen Damaszenerdolch, den er in den Gürtel steckte. Sein Vater war groß, und so schnitt Muck die für ihn zu langen Hosenbeine und Ärmel einfach ab, ohne etwas in der Weite zu ändern. Danach verließ er die Stadt, um sein Glück zu suchen, wie es ihm seine Verwandten rieten. In einer fremden Stadt fand er Unterkunft und eine Anstellung bei der sonderbaren Frau Ahavzi, deren Katzen und Hunde er zu versorgen hatte. Nachdem er einen verbotenen Raum betreten und dort versehentlich den Deckel einer kristallenen Schale zerbrochen hatte, beschloss er, aus dem Dienst zu fliehen. Er hielt sich aber für vorenthaltenen Lohn und ungerechte Bestrafungen schadlos, indem er zwei Gegenstände aus diesem Raum mitnahm, die, wie sich herausstellte, magische Kräfte besaßen: ein Paar Pantoffeln, in denen er schneller als jeder andere Mensch laufen und zu jedem beliebigen Ort fliegen konnte, und einen Spazierstock, der vergrabene Schätze anzeigte. In einer anderen Stadt erlangte er dank seiner Pantoffeln die Gunst des Königs und eine Stellung als Kurier, zog aber auch den Neid der übrigen Bediensteten auf sich. Als der kleine Muck einen vergessenen Schatz im Schlossgarten entdeckte, wollte er sich Freunde mit dem Verteilen von Gold machen, wurde aber bald des Diebstahls bezichtigt und ins Gefängnis geworfen. Auf Diebstahl königlichen Eigentums stand der Tod; er konnte jedoch sein Leben retten, indem er den König über die Macht des Stöckchens und der Pantoffeln aufklärte. Da er dem König jedoch nicht zeigte, wie die Pantoffeln anzuhalten seien, lief sich dieser in ihnen ohnmächtig. Aus Ärger darüber beschlagnahmte der König die Zaubergegenstände und jagte Muck außer Landes. Nach acht Stunden Fußmarsch erreichte dieser die Grenze des kleinen Landes. Durch Zufall entdeckte Muck bald darauf in einem Wald zwei Feigenbäume, mit deren Früchten er Vergeltung üben konnte: Der Genuss der einen Sorte Feigen ließ einem Menschen riesige Eselsohren und eine lange Nase wachsen; durch Essen von Feigen des anderen Baumes wurde die Gestalt wieder normal. Als Händler verkleidet, schmuggelte er die erste Sorte der Feigen auf die Tafel des Königs, um wenig später als Gelehrter die zweite Sorte als Heilmittel für die Missbildungen des Königs und seines Hofstaates anzubieten. Nach einem Beweis der Wirksamkeit seiner Kur führte der König den kleinen Muck in die Schatzkammer, damit dieser sich eine Belohnung aussuche. Muck ergriff sofort seine Zaubergegenstände, gab sich zu erkennen und flog mithilfe der Pantoffeln in seine Heimat zurück – den treulosen König zur Strafe mit missgebildetem Gesicht zurücklassend. Seitdem lebte er in seiner Vaterstadt in großem Wohlstand, aber einsam, weil er die Menschen verachtete. Der kleine Muck sei durch Erfahrung weise geworden, beendete der Vater seine Erzählung, und verdiene deshalb mehr Bewunderung als Spott.
Der Vater verzichtete auf die restliche Hälfte der Strafe, und Muley erzählte die Geschichte Mucks seinen Kameraden. Auch diese waren beeindruckt: „Wir ehrten ihn, solange er lebte, und haben uns vor ihm immer so tief als vor Kadi und Mufti gebückt“.

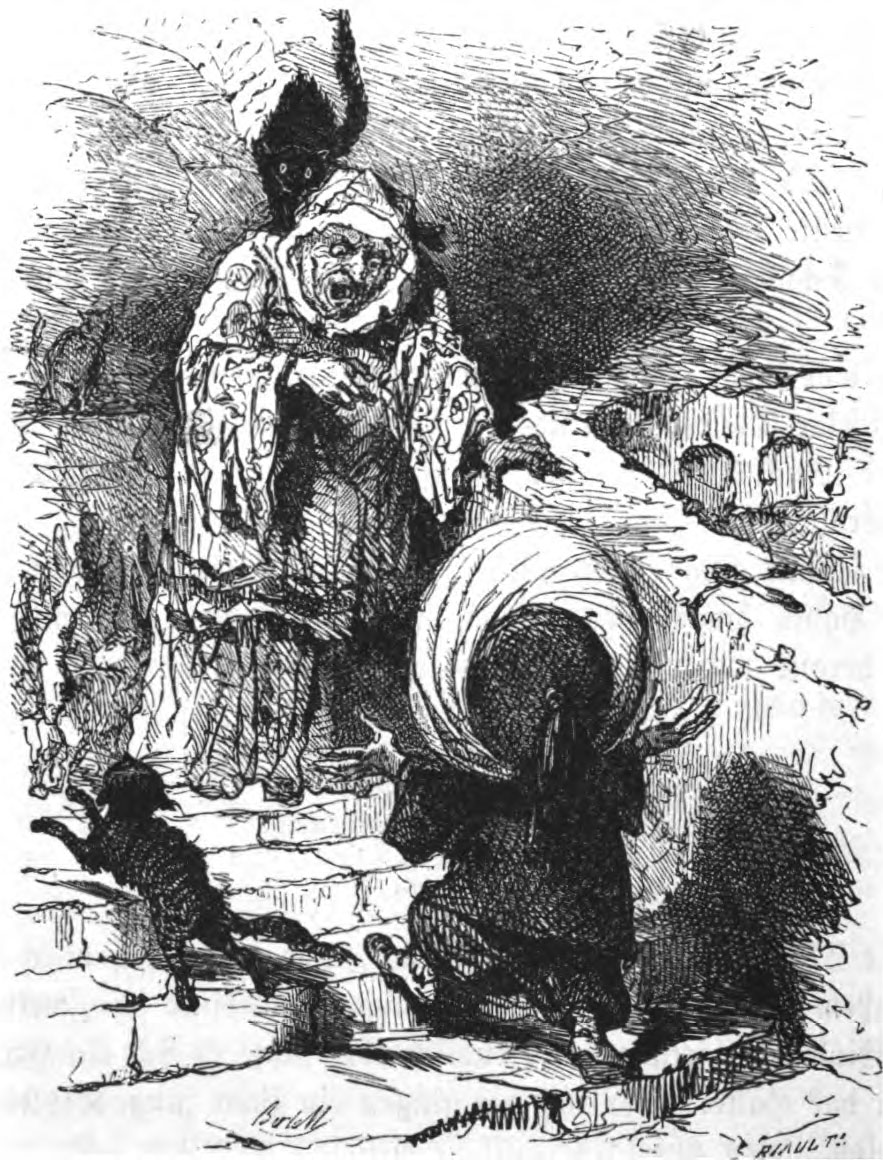
Bertall: Muck folgt der „Einladung“ Frau Ahavzis
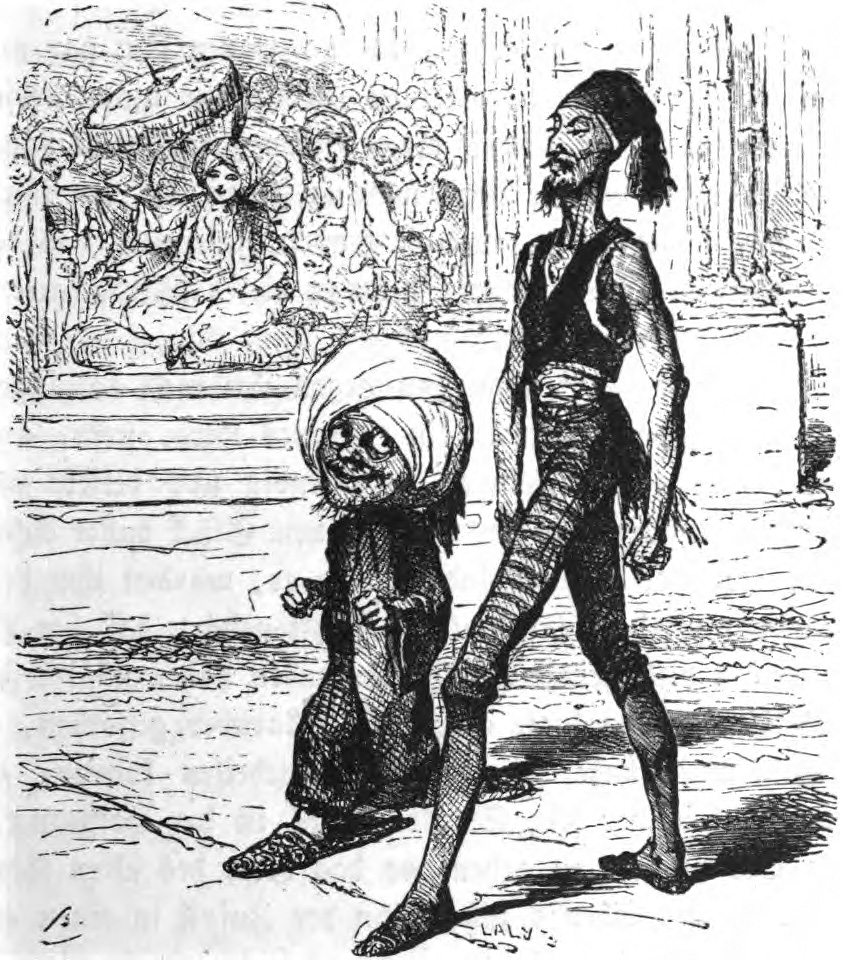
Bertall: Muck läuft mit dem schnellsten Läufer des Königs um die Wette
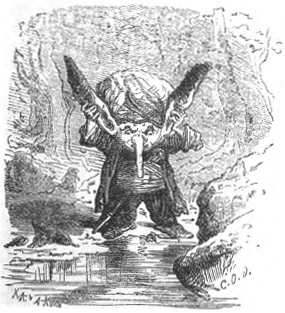
Carl Offterdinger: Muck wachsen nach dem Genuss von Feigen Eselsohren und eine riesige Nase
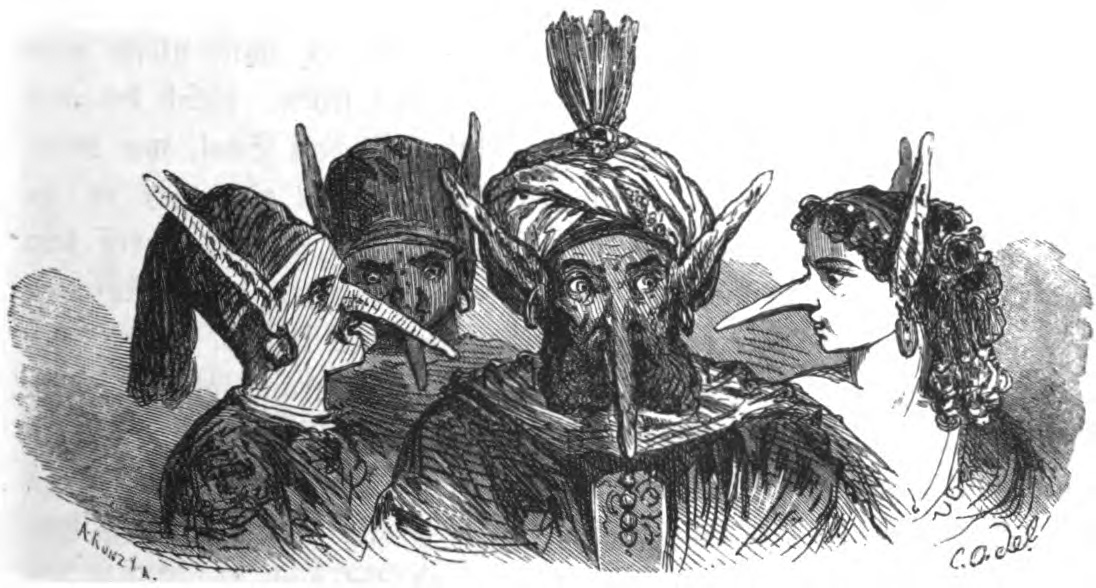
Carl Offterdinger: Dem König und seinem Hofstaat wachsen ebenfalls riesige Ohren und Nasen

### Interpretation

Karte des Deutschen Bundes 1815–1866

Der Vater vermittelt dem Sohn, dass es kurzsichtig ist, nur auf Äußerlichkeiten zu achten. Schließlich ist der alte Muck trotz seiner grotesken Erscheinung ein geachteter Mann. Allerdings bleibt er dennoch ein Außenseiter, anders als andere Märchenfiguren mit Zauberattributen. Auch wenn das Märchen im Orient spielt, ist das beschriebene Herrschaftssystem eine Kritik an den Ländern des Deutschen Bundes: Das Land ist so klein, dass Muck es zu Fuß, ohne Zauberpantoffeln, innerhalb von acht Stunden verlassen kann. Der König steht als Herrscher über aller Kritik, dennoch ist er, vergleichbar dem Herzog in Zwerg Nase, unfähig: Erst durchschaut er die Intrige seiner Höflinge nicht, und danach läuft er sich in Mucks Pantoffeln ohnmächtig. Aus Ärger beschlagnahmt er die Zaubergegenstände und weist Muck aus dem Land. Dieser rächt sich mit Feigen, die Nasen und Ohren wachsen lassen. Der König isst, entsprechend den Machtverhältnissen, die meisten davon und wird auch am härtesten bestraft, da ihm Muck das Gegenmittel verweigert.
Muley und seine Kameraden wandeln sich durch diese Erzählung zum Besseren. Das Märchen ist eine Parabel über erhoffte Wirkungsmöglichkeiten von Literatur.

## Verfilmungen
- 1921: Der kleine Muck. Regie: Wilhelm Prager; Kinofilm, Deutschland
- 1938: Маленький Мук (dt.: Der kleine Muck). Regie: Olga Khodataeva; Zeichentrickfilm, Sowjetunion[4]
- 1944: Der kleine Muck. Regie: Franz Fiedler; Kinofilm, NS-Deutschland
- 1953: Die Geschichte vom kleinen Muck. Regie: Wolfgang Staudte; DEFA-Film, DDR
- 1958: Der Muck. Regie: Hannes Tannert; TV-Film (Südwestfunk), BRD[5]
- 1971: Der kleine Muck. Regie: Otto Anton Eder; TV-Film, Österreich
- 1975: Мук-Скороход. Regie: Natan Lerner; Zeichentrickfilm, Sowjetunion[6]
- 1983: Приключения маленького Мука. Regie: Elizabeth Kimyagarova; Film, Sowjetunion[7]

## Vertonungen
- 1953: Die Geschichte vom kleinen Muck – Regie: Julius Albert Flach (Kinderhörspiel – Südwestfunk)
- 1957: Der kleine Muck – Regie/Bearbeitung: Kurt Reiss (Kinderhörspiel – Norddeutscher Rundfunk)
- 1959: Der kleine Muck – Regie: Fritz Göhler (Kinderhörspiel – Rundfunk der DDR)
- 1970: Die Karawane (Vierte Folge: Vierter Rastplatz und das Märchen Der kleine Muck) – Regie: Manfred Brückner (Hörspiel – Westdeutscher Rundfunk)
- 1970: Der kleine Muck – Regie/Bearbeitung: Joachim Herz (Kinderhörspiel – Litera)
- 1972: Die Karawane (Fünfter Teil: Der kleine Muck) – Regie: Lothar Schluck (Kinderhörspiel – Südwestfunk)
- 1984: Der kleine Muck – Regie: Werner Simon (Kinderhörspiel – Bayerischer Rundfunk)
- 2006: CD Der kleine Muck – Die Prinzessin und der Schweinehirt. Sprecher Jens Thelen. Power station, Korschenbroich, ISBN 3-938906-20-0, 50 Min.
- 2013: 2 CDs Die Geschichte vom kleinen Muck. Text und Regie: Janine Lüttmann. Gelesen von Stefan Kaminski. Musik: Bernd Keul, Aufnahme und Produktion: SANBREEZE Studio, Berlin. Gesamtspielzeit: ca. 115 Min. ICESTORM Distribution Berlin GmbH. Hörbuch frei nach Motiven des Märchens von Wilhelm Hauff.[8]
- 2014: Der kleine Muck, Hörbuchfassung. Text und Regie: Michael Schulte. Gelesen von Stefan Kaminski. Produktion: OHRKA e. V. Berlin. Kostenloser Download auf Ohrka.de.[9]